# Roger Donaldson
Roger Donaldson (født 15. november 1945 i Ballarat, Australien) er en australskfødt newzealandsk filminstruktør, virksom i USA. 
Han spillefilmdebuterede i 1977 efter at have lavet flere kortfilm og fik succes med Smash Palace (1981) og etablerede sig i Hollywood efter at have lavet nyindspilningen The Bounty (Mytteriet på Bounty, 1984), om det berømte mytteri. Donaldson fik biografsucces med thrilleren No Way Out (Ingen vej tilbage, 1987) med Kevin Costner og melodramaet Cocktail (1988) med Tom Cruise. Han har siden lavet kriminalfilmen White Sands (Farligt alibi, 1992) og det politiske drama Thirteen Days (Tretten dage, 2000) om Cubakrisen.

## Filmografi
- Sleeping Dogs (1977)
- Nutcase (1980)
- Smash Palace (1981)
- Mytteriet på Bounty (1984)
- Marie (1985)
- Ingen vej tilbage (1987)
- Cocktail (1988)
- Cadillac Man (1990)
- Farligt alibi (1992)
- The Getaway (1994)
- Species (1995)
- Dante's Peak (1997)
- Thirteen Days (2000)
- The Recruit (2003)
- Mit livs rejse (2005)
- The Bank Job (2010)
- Seeking Justice (2011)
- The November Man (2014)